# Южная котловина
Ю́жная котлови́на, также известная как Ю́жно-Тихоокеа́нская котлови́на — обширная подводная котловина в юго-западной части Тихого океана.
С запада котловина ограничена горными сооружениями островных дуг Тонга, Кермадек и Новой Зеландии, Новозеландским подводным плато, подводным хребтом Маккуори, на севере — подводными основаниями хребтов, образующих острова Кука и Тубуаи, на востоке и юге — Восточно-Тихоокеанским и Южно-Тихоокеанским поднятиями соответственно.
На дне котловины преобладают абиссальные холмы и волнистые равнины, характерны также отдельные подводные горы. Глубины здесь составляют более 5000 м, максимальная — 6600 м в южной части. Дно сложено главным образом красными глинами и диатомовыми илами.